# Liste der denkmalgeschützten Objekte in Desná
Grundlage dieser Liste der denkmalgeschützten Objekte in Desná ist die ÚSKP-Liste (Ústřední seznam kulturních památek České republiky, deutsch Zentrale Liste der Kulturdenkmäler der Tschechischen Republik), die von der tschechischen Denkmalschutzbehörde NPÚ (Národní památkový ústav, deutsch Nationale Denkmalbehörde) seit 1987 geführt wird und an die seit dem Jahr 1850 geschaffenen Listen anschließt.

## Desná(Dessendorf)
Bahnstrecke Tanvald–Kořenov siehe Kořenov.
| Lage | Objekt                                                      | Beschreibung | ÚSKP-Nr.                  | Bild           |
| --- | ----------------------------------------------------------- | --- | ------------------------- | -------------- |
| Desná I (OT Dessendorf), Sokolská 245 (Standort)                                                           | Altkatholische Kirche Christi Himmelfahrt mit Pfarrhaus     | Altkatholische Kirche Christi Himmelfahrt mit Pfarrhaus                                                                                                   | 11067/5-5706 Info Katalog | weitere Bilder |
| Desná I, Údolní, Zásnubní (Standort)                                                                       | Kirche Mariä Himmelfahrt                                    | Kirche Mariä Himmelfahrt | 11061/5-5703 Info Katalog | weitere Bilder |
| Desná I, Údolní 2 (Standort)                                                                               | Gasthaus                                                    | Gasthaus | 12786/5-5772 Info Katalog | weitere Bilder |
| Desná I, Údolní, Na Malé Straně, u Bílé Desné (Standort)                                                   | Gedenkstein zum Dammbruch der Talsperre an der Weißen Desse | Gedenkstein zur Katastrophe an der Weißen Desse im Jahr 1916                                                                                              | 12788/5-12 Info Katalog   | weitere Bilder |
| Desná I, Údolní 74 (Standort)                                                                              | Bauernhaus Nr. 74                                           | Bauernhaus | 32439/5-13 Info Katalog   | weitere Bilder |
| Desná II (OT Tiefenbach), Údolní 476 (Standort)                                                            | Villa                                                       | Villa | 11065/5-5704 Info Katalog | weitere Bilder |
| Desná II, Údolní 526 (Standort)                                                                            | Villa Anton Riedel                                          | Villa Anton Riedel, Jugendstilvilla, errichtet Anfang des 20. Jhdts.                                                                                      | 11066/5-5705 Info Katalog | weitere Bilder |
| Desná II, Krkonošská 120 (Standort)                                                                        | Riedel-Villa                                                | Riedel-Villa, Villa des Glasfabrikanten Josef Riedel jr. (1862–1924), errichtet 1893/94, Architekt: Arwed Thamerus, jetzt Informations- und Kulturzentrum | 12785/5-5598 Info Katalog | Riedel-Villa   |
| Desná II, Krkonošská 318 (Standort)                                                                        | Villa Heinrich Kobrtsch                                     | Villa Heinrich Kobrtsch, Neorenaissance -Villa des Besitzers der Brauerei in Tannwald, errichtet 1895                                                     | 11082/5-5707 Info Katalog | weitere Bilder |
| Desná II, auf einem Hügel nordöstlich des Dorfes, am Ende der Abzweigung der Straße K Parlament (Standort) | Riedelsche Grabkapelle                                      | Riedelsche Grabkapelle, errichtet 1889/90 für den „Glaskönig des Isergebirges“Josef Riedel (1816–1894) durch den Reichenberger Baumeister Adolf Bürger    | 11673/5-5793 Info Katalog | weitere Bilder |
| Desná III (OT Novina), Na Novině (Standort)                                                                | Kapelle                                                     | Kapelle in Novina, in einem Wald etwa 100 m nordöstlich des Amantis Vital Sport Hotels (Na Novině 401)                                                    | 12787/5-5803 Info Katalog | weitere Bilder |